# KDK販売
ケーデーケー販売株式会社（英: KDK Corporation）はアルミ電解コンデンサ用の各種材料を販売している企業である。日本ケミコンが製造したアルミ電解コンデンサ用材料を日本国内・海外の外部企業に販売している。
東証二部に上場していたKDK（ケーデーケー）株式会社とは別会社の扱いであるが、KDK販売はKDKの営業部門が分離・独立する形で設立された企業であり、便宜上、KDKの内容も記載する。

## 沿革[1]
- 1966年6月 - 茨城県高萩市にて株式会社ヒタチ電解箔研究所を設立。
- 1967年6月 - 茨城県高萩市に本社工場（現・日本ケミコン 高萩工場）竣工。アルミ電解コンデンサ用電極箔の製造、販売を開始。
- 1977年12月 - 日本ケミカルコンデンサー（現・日本ケミコン）の電極箔研究開発部門を吸収。
- 1981年7月 - 株式会社電解箔工業に商号変更。
- 1985年10月 - 日本電子材料工業（現・ケミコン東日本 岩手工場）を吸収合併し、アルミニウム電解コンデンサ用封口ゴム等の製造・販売を開始。同社の子会社だった日栄電子株式会社（現・ケミコン東日本 岩手工場）を子会社化。
- 1988年12月 - 東証二部上場。
- 1989年10月 - ケーデーケー株式会社に商号変更。
- 1990年12月 - 新潟県聖籠町に新潟工場(現・日本ケミコン 新潟工場)を新設。
- 1991年4月 - 福島電気工業株式会社(現・ケミコン東日本マテリアル 喜多方工場)を子会社化。
- 1994年
  - 5月 - 中国・広東省に東莞佳得佳鋁箔製造有限公司を設立し、アルミ電解コンデンサ用電極箔・封口ゴムの製造・販売を開始。
  - 11月 - 米国ワシントン州にU.S.KDK CORPORATION（現・CHEMI-CON MATERIALS）を設立し、アルミ電解コンデンサ用電極箔の製造・販売を開始。
- 1999年
  - 4月 - 販売部門を独立させる形でケーデーケー販売株式会社を設立。
  - 10月 - ケーデーケー株式会社が日本ケミコンにより吸収合併。

## 主な拠点
- 本社 東京都品川区